# Pius XII
Pius XII, född Eugenio Maria Giuseppe Giovanni Pacelli 2 mars 1876 i Rom, död 9 oktober 1958 i Castel Gandolfo, Lazio, Italien, var Katolska kyrkans 260:e påve från den 2 mars 1939 till sin död 9 oktober 1958. Han valdes 1939 till påve Pius XI:s efterträdare.
Han var påve under andra världskriget och åren som följde efter krigets slut, samt början av kalla kriget och den nya världsordningen efter andra världskriget; med etablerandet av organisationer som Förenta Nationerna och ett fokus på mänskliga rättigheter. Pius XII:s hållning under andra världskriget har blivit livligt debatterad.
Innan valet till påve var Pacelli sekreterare inom Vatikanens diplomati, apostolisk nuntie i Tyskland, samt kardinalstatssekreterare. I rollen som kardinalstatssekreterare arbetade han fram flera olika traktat med olika nationer i Europa och Latinamerika. Han var även delaktig i arbetet med Reichskonkordat med Nazityskland.
Han är den senaste påven som valt namnet Pius.

## Biografi
Eugenio Pacelli var son till advokaten, adelsmannen (Nobile di Acquapendente och Nobile di Sant'Angelo in Vado från 1853 respektive 1858) Filippo Pacelli och dennes hustru Virginia Graziosi. Den 4 mars 1876, två dagar efter födelsen, döptes han i församlingskyrkan Santi Celso e Giuliano i rione Ponte.

### Präst
Pacelli studerade vid bland annat Gregoriana i Rom. Han prästvigdes den 2 april 1899 i ett privatkapell. 1904 avlade han sin doktorsexamen. 1911 representerade Pacelli den Heliga Stolen vid kröningen av kung Georg V och drottning Mary av Storbritannien. Den 23 april 1917 utnämnde påve Benedictus XV Pacelli till nuntie i Bayern och han biskopsvigdes den 13 maj 1917 i Sixtinska kapellet och han utnämndes han till titulärbiskop av Sardes. Därefter lämnade han Rom för Bayern. 1920–1929 var han nuntie hos den tyska regeringen.

### Kardinal och kardinalstatssekreterare
Pacelli utsågs 1929 till kardinalpräst med Santi Giovanni e Paolo som titelkyrka av Pius XI. Han utnämndes av Pius XI till kardinalstatssekreterare 7 februari 1930. 1935–1939 tjänade han som camerlengo. 
Som Heliga Stolens kardinalstatssekreterare signerade han flera traktat med olika nationer. Han har varit påvlig legat vid olika kongresser; däribland en internationell eukaristisk kongress i Buenos Aires 1934 och i Budapest 1938. Pacelli gjorde även diplomatiska resor; däribland till USA 1936 där han mötte president Franklin D. Roosevelt. Den 26 januari 1938 var Pacelli officant vid dopet av Juan Carlos, sedermera Spaniens kung (1975–2014), på Palazzo Malta i Rom.
Reichskonkordat var ett traktat som Pacelli var delaktig i. Traktatet signerades den 20 juli 1933 mellan Heliga Stolen och Tyskland. Traktatet är debatterat, men inte på grund av dess innehåll, utan själva tidpunkten under vilken det tillkom. Mellan 1933 och 1939 utfärdade Pacelli 55 punkter där han menade att traktatet hade brutits.

## Påve
Efter påve Pius XI död 10 februari 1939, valdes Pacelli till påve 2 mars 1939, efter en karriär i kurians tjänst. Pacelli var den förste kardinalstatssekreteraren att bli vald till påve sedan Clemens IX 1667. Han kröntes den 12 mars 1939.
I sina encyklikor, bland annat Mystici corporis Christi (1943) om kyrkan och Humani generis (1950) om tro och teologi, tog han ställning i aktuella frågor. Under jubelåret 1950 proklamerade han dogmen om Jungfru Marias kroppsliga upptagande till himlen (assumptio).

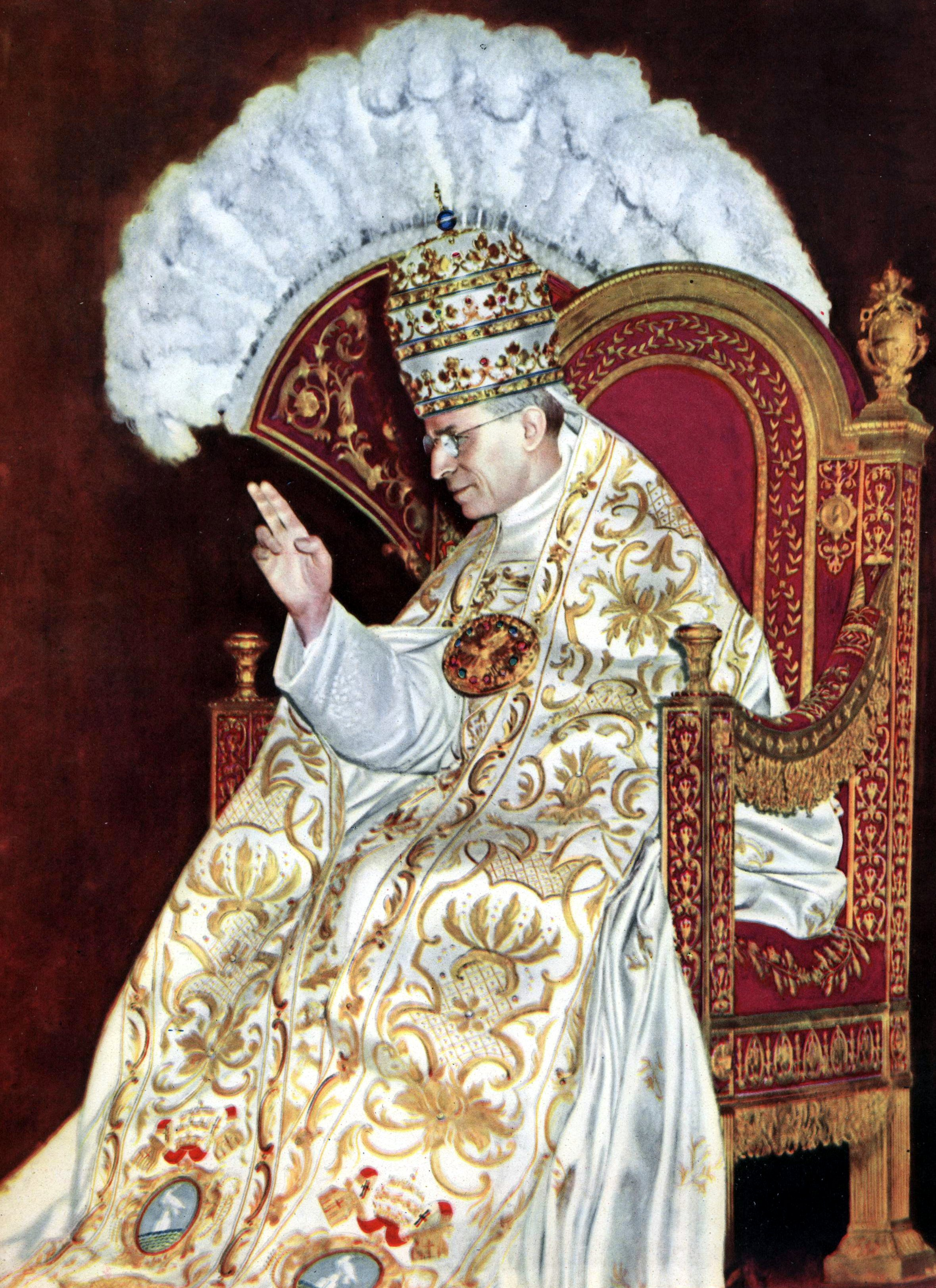
Pius XII i Sedia gestatoria, 1949.

Pius kanoniserade flera personer under sin tid som påve; däribland påve Pius X, Maria Goretti och påve Innocentius XI. Den 16 januari 1946 utnämnde han Antonius av Padua till kyrkolärare.
Särskilt under sina senare år som påve ledde han den katolska kyrkan in i en period av konservatism som utgjorde bakgrunden till Johannes XXIII:s och Andra Vatikankonciliets omfattande reformer.

### Andra världskriget

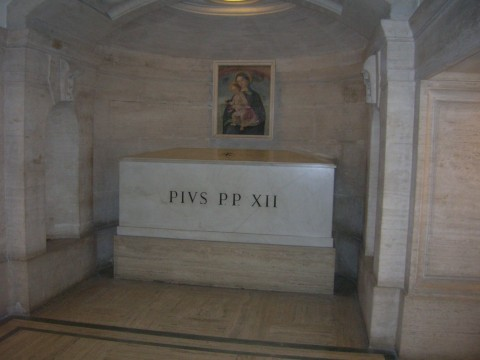
Pius XII:s grav under Peterskyrkan

Pius hållning under andra världskriget har blivit livligt debatterad. Han ingrep inte aktivt mot de nazistiska judeförföljelserna, därför att detta enligt hans mening skulle förvärra deras situation. Pius skall, enligt uppgift, även ha känt till de planerade massmorden i Fosse Ardeatine 1944. Däremot gav Vatikanstaten skydd åt många enskilda. På Pius order gav Vatikanen skydd åt hundratusentals enskilda judar och politiska flyktingar, även om han utåt föredrog att föra tyst diplomati. Även många efterspanade nazistiska krigsförbrytare fick åren efter andra världskriget hjälp av Vatikanen att ta sig till Argentina, med Pius goda minne.
Under andra världskriget utnämnde Pius inga nya kardinaler.

### Död
Pius hälsa försämrades under 1950-talet och han dog den 9 oktober 1958 i Castel Gandolfo. Efter hans död balsamerades påvens kropp av hans läkare Riccardo Galeazzi-Lisi med en ny balsameringsmetod uppfunnen av Dr. Oreste Nuzzi. Denna visade sig vara mindre lyckad. Kroppen förruttnade, liket beskrevs som smaragdgrönt och vakter påstås ha svimmat av lukten. Påvens begravningståg lockade rekordmånga åskådare i hans hemstad Rom.
Pius XII har fått sitt sista vilorum i de Vatikanska grottorna under Peterskyrkan. Saligförklaringsförfarandet för Pius XII gick den 19 december 2009 vidare genom ett viktigt steg. Påven Benedictus XVI tillerkände denna dag sin föregångare den heroiska dygden och gav honom titeln venerabilis (vördnadsvärd). För att en saligförklaring skall kunna komma till stånd krävs nu ett mirakel, det vill säga att någon blir helad efter att ha bett om Pius XII:s förbön.

## Teologi
Pius XII publicerade 41 encyklikor och flera meddelanden och tal under sin tid som påve. Exempelvis encyklikan Mystici Corporis Christi som handlade om medlemskapet och delaktigheten i kyrkan och Divino afflante Spiritu som öppnade upp för biblelforskning (bibelvetenskap). 

### Bibelvetenskap
1943 publicerades encyklikan Divino afflante Spiritu som betonade Bibelns roll. Pius lättade de restriktioner som tidigare hade funnits för bibelforskning. Han uppmanade kristna att återupptäcka Bibelns originaltexter på hebreiska och grekiska.

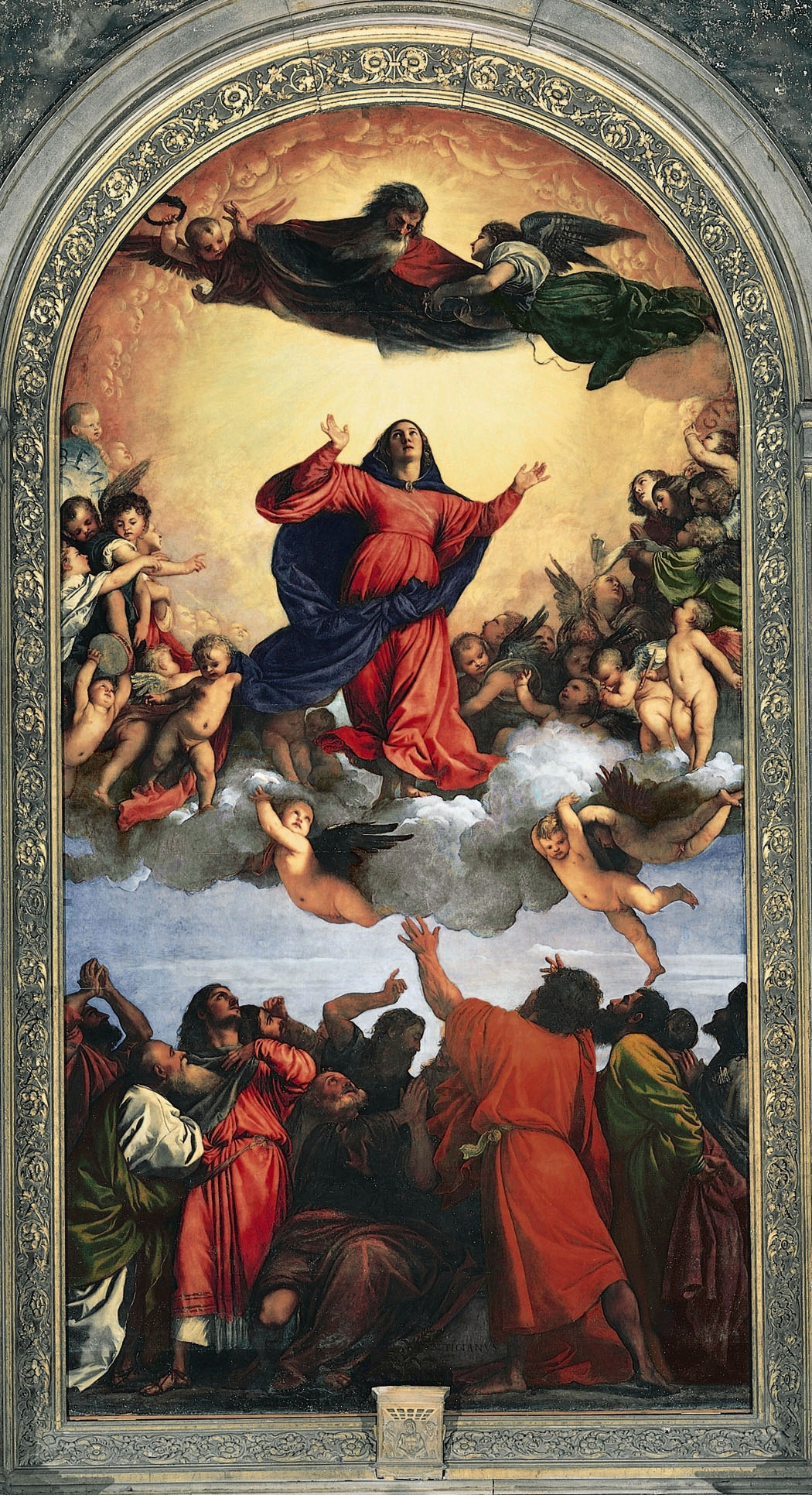
1 november 1950 proklamerade Pius XII dogmen om Jungfru Marie himmelsfärd. (Målningen är Tizians Assunta).

### Dogmen om Jungfru Marias upptagning till himlen
Den 1 november 1950 åberopade Pius påvens ofelbarhet genom proklamationen av dogmen om Jungfru Marias upptagning till himlen, som fastställer att Jungfru Maria är upptagen till himlen med kropp och själ. Dogmen föregicks av encyklikan Deiparae Virginis Mariae, i vilken samtliga katolska biskopar ombads ge sin åsikt om en eventuell dogm. Den 15 augusti 1954, på festdagen för Marie himmelsfärd, initierade Pius praktiken att påven leder Angelus varje söndag.

## Utmärkelser
- Gregoriusorden
- Storkorsriddare av Italienska kronorden
- Den Heliga gravens av Jerusalem riddarorden
- Silvesterorden
- Storkorsriddare av Sankt Mauritius och Sankt Lazarusorden
- Gyllene sporrens orden
- Riddare av Annunziataorden
- Piusorden
- Vatikanens Kristusorden

[Redigera Wikidata]

## Encyklikor
1. 1939 - Summi Pontificatus
2. 1939 - Sertum Laetitiae
3. 1940 - Saeculo Exeunte
4. 1943 - Mystici Corporis Christi
5. 1943 - Divino Afflante Spiritu
6. 1944 - Orientalis Ecclesiae
7. 1945 - Communium Interpretes
8. 1945 - Orientales Omnes
9. 1946 - Quemadmodum
10. 1946 - Deiparae Virginis Mariae
11. 1947 - Fulgens Radiatur
12. 1947 - Mediator Dei
13. 1947 - Optatissima Pax
14. 1948 - Auspicia Quaedam
15. 1948 - In Multiplicibus Curis
16. 1949 - Redemptoris Nostri Cruciatus
17. 1950 - Anni Sacri
18. 1950 - Summi Maeroris
19. 1950 - Humani Generis
20. 1950 - Mirabile Illud
21. 1951 - Evangelii Praecones
22. 1951 - Sempiternus Rex Christus
23. 1951 - Ingruentium Malorum
24. 1952 - Orientales Ecclesias
25. 1953 - Doctor Mellifluus
26. 1953 - Fulgens Corona
27. 1954 - Sacra Virginitas
28. 1954 - Ecclesiae Fastos
29. 1954 - Ad Sinarum Gentem
30. 1954 - Ad Caeli Reginam
31. 1955 - Musicae Sacrae
32. 1956 - Haurietis Aquas
33. 1956 - Luctuosissimi Eventus
34. 1956 - Laetamur Admodum
35. 1956 - Datis Nuperrime
36. 1957 - Fidei Donum
37. 1957 - Invicti Athletae
38. 1957 - Le Pelerinage de Lourdes
39. 1957 - Miranda Prorsus
40. 1958 - Meminisse Juvat
41. 1958 - Ad Apostolorum Principis